# 释海灯
释海灯（1902年8月14日—1989年1月10日），俗姓范，名靖鹤，字剑英，又名无病，号无病道人，男，四川江油人，中国佛教协会理事，以武術而聞名，人稱海燈法師，第六、七届全国政协委员。

## 生平
海灯生于1902年8月14日午时（另有报道说是8月18日）。7岁随舅父习武。17岁入四川法政学校（后并于四川大学）文学系。在成都求学期间，他参访了云游来川的山东道士智涵子和河南嵩山少林寺和尚汝峰等，学习武功。22岁在四川某寺院出家，法名海灯。并潜心习武。练成三大绝技：一、一指禅功：用一指撑地，倒立可达二分钟。二、童子柔功：全身可软如棉，可硬于铁。三、梅花桩拳：能在十一根高约三尺左右的梅花木桩上如履平地，表演梅花拳法。
1945年，海灯法师云游出川，遍访名山古刹，演授拳术武功。1946年行经河南嵩山少林寺时，被该寺住持德意长老聘为国术教授。
中华人民共和国成立后，海灯法师多次参加一些省、市和全国性的武术比赛及表演，还担任上海市体育宫武术教练。他在习武的同时，坚持研究佛学、医学和文学。五十年代，曾在上海佛教青年会宣讲《金刚经》、《观世音菩萨普门品》。1956年，海灯法师曾应邀前往江西云居山，親近佛教高僧虚云法师，並承接臨濟宗龍池法派，賜法名本明，為第四十四代傳人；同時也承接溈仰宗法脈，賜法名宣明，為第九代傳人。
1967年，海灯法师返回四川，在故乡江油县重华镇的山边结了一间茅棚，名“本愿精舍”。
1979年9月，香港长城影业公司和峨眉电影制片厂合拍大型新闻记录片《四川奇趣录》，海灯法师带领弟子，来到位于成都市北郊的川西名刹宝光禅院，表演了“二指禅”、“童子功”等武术。
1985年随中国电影代表团到美国访问，掀起了一阵“少林旋风”，他的弟子范应莲轻松击败一身高一米八五的美国拳手。
晚年曾任江油市海灯法师武术馆馆长、观雾山极乐寺住持。撰有《少林云水诗集》、《少林气功精要》等。
1989年1月10日亥时圆寂。

## 纪念
北京晚报在1983年连载了“海灯法师传”长篇小说。中央新闻电影制片厂1984年摄制记录片《少林海灯法师》, 展示法师的三大绝技。四川电视台在1987年拍摄了二十集的“海灯法师”连续剧。
1988年海灯法师武馆在江油落成，并举行了盛大的开馆仪式，海灯法师任第一任馆长。江油某领导说修一个海灯法师武馆，发展地方经济和社会事业，打出名牌，利用名人效应。海灯法师是江油人，江油就要推出海灯法师。
1989年海灯法师去世后，江油市为海灯编写文史资料《海灯专辑》，海灯法师弟子范应莲写了《我的恩师海灯》，并编辑出版了《海灯法师画传》。

## 争议

### 范应莲诉敬永祥侵害海灯及本人名誉权案
1989年，记者敬永祥分别在北京的《报告文学》杂志和海南的《金岛》杂志上发表了长篇报告文学《“海灯现象”——八十年代的一场造神运动》和《海灯法师神话的破灭》，全国数十家媒体转载。海灯法师弟子范应莲认为敬永祥的文章及言论的基本内容失实，在1989年8月把敬永祥告上了法庭，“诽谤原告（范应莲）和海灯法师人格，故意侵害名誉。”1991年一审法院判决，海灯法师出生于1902年8月，去世于1989年1月，有户口档案为据，不存在海灯法师在不同场合把年龄越说越大的问题；海灯法师作为出家人士，终身从事宗教职业，先后担任多处寺庙方丈、住持，在其任全国、省、市政协委员和佛教协会理事等职时，有关部门对其身世、经历作过大量调查，因此，海灯并非无工作、无档案，身世都是自己说了算；海灯法师在全国出名后，生活仍很俭朴，信徒所寄赠的供奉大都由他捐赠给当地修建寺庙、街道，改善僧众生活。海灯法师去世后，经有关部门清理，没有贵重遗物。敬永祥文章称海灯法师为“巨富”无依据。
敬永祥不服提起上诉，1998年，四川省高级人民法院终审结果：敬永祥立即停止对海灯法师和范应莲名誉的侵害，于判决生效后一个月内在公开发行的全国性非专业性报纸上和四川省级非专业性报上，为海灯消除影响，恢復名誉，并赔礼道歉。

### 少林寺渊源的争议
海灯法师声称曾经从师于少林武僧汝峰，而少林寺高僧德禅指出：“按照少林寺的谱系，‘汝’字辈属67辈，目前谱系才延续到34辈‘延’字辈，‘汝’字辈的和尚要三百年后才会出现，可以肯定的是少林寺至今也没有过‘汝峰’其人。”河南省登封县县志办公室1985年11月编印的《少林寺志》是研究少林寺的权威材料，上面记载了少林宗派的世谱之碑，排列了七十个字，现在少林寺德禅法师是“德”字辈，排在第三十一个字，行正法师的“行”字辈排在第三十二个字。
海灯自述塔林中有他师父“汝峰”大师的名字，僧众同他一起到塔林中寻找，但是海灯把名字记错了，碑上写着“乳峰和尚之塔”，而且“乳峰和尚”是元代的和尚。与他不可能有师承关系。
德禅还在病榻上向律师提供了证词，说，“我七岁到少林出家，70多年来没有离开过寺院，1946年海灯到少林寺来‘挂单’，请我的师爷贞俊法师纠正拳脚，贞俊法师认为海灯有江湖气，就没有给他指点，不久，海灯就走了。”

### 对于一指禅二指神功真实性的争议
范应莲在为海灯著书立说的《恩师》第二十三节中写道：“50年代，海灯在上海。武术家杨机鹅和卢松高问起‘一指禅’，海灯便当场练了一次，左手食指着地，左右脚倒在柱头上，两分余钟。”
上海的民间武术家刘立世同很多武术家们，对海灯“二指禅”提出了质疑，刘立世曾经问过跟随了海灯20多年的徒弟张悦忠，张说他从未见过师父做过倒立二指禅。刘立世也在60年代看过海灯用拳头支撑、靠墙倒立身体，那叫“金钢锤”，海灯所说的“二指禅”，他也从来没有见过。
海灯法师的弟子之一、四川新华印刷厂的刘学文给敬永祥提供了证据：1979年9月中旬，他们师徒一行住进宝光寺，准备拍电影《四川奇趣录》，但是海灯“病了”、“且不见好转”，加上“昔日留下的指伤”。刘学文出面找了电影厂的孙导演，“要求用特技摄影处理，……最后为师父准备了一条布带和一块三夹板，海灯选了布带，……除了摄制人员和导演、以及我们五个徒弟之外，其余人一律谢绝参观。然后一根布带拴住他左脚踝骨处；布带的另一头穿过两扇窗户之间的缝，由一位师兄拉紧布带，师父被我们倒扶起来，他两指着地，脚靠在门窗上，拍下了‘二指禅’。当时在场担任场记的峨嵋电影制片厂的美工师潘燕君也为敬永祥出证。

### 佛教界人士赵朴初的评价
1985年12月16日，全国政协副主席、中国佛教协会会长赵朴初在给当时中央党校副校长韩树英同志的一封回信中写道：“……几年来，许多报纸对他的宣传报导，甚至电影制片厂为他拍摄专题影片，做得过度。不仅少林寺方丈问题，还有其他的事，也不免失实……”

## 参看
- 气功
- 少林寺
- 禅宗
- 临济宗
- 武术
- 《新民周刊》2001年第6期 顾嘉健 文章